# Johan Hammar
Per Johan Gustav Hammar, född 22 februari 1994 i Malmö, är en svensk fotbollsspelare (försvarare) som spelar för BK Häcken i Allsvenskan.

## Klubbkarriär

### Ungdomskarriär
Hammars började spela fotboll i Bunkeflo IF som treåring. Han lämnade som 10-åring sin moderklubb och gick till Malmö FF. Han spelade med årskullen födda 1993 i MFF:s fotbollsakademi, alltså ett år äldre, och spelade i MFF:s U17-lag under vårsäsongen 2010.

### Everton
I februari 2010 valde Hammar att lämna MFF för engelska Evertons U18-lag. Den 2 juli samma år gick flyttlasset till England för 16-åriga Hammar. Den 22 februari 2011, på sin 17:e födelsedag, tecknade han sitt första proffskontrakt. Han vann i maj 2011 Premier Academy League, som är för spelare upp till 18 år, med Everton där de besegrade Fulham i finalen med 2–1.
På ett träningsläger i Philadelphia med Evertons reserver sommaren 2011 vred han sitt vänstra knä så pass illa att han blev tvungen till operation. I slutet av november spelade han sin första match efter skadan och i januari 2012 skedde debuten i reservlaget. I februari gick samma skada upp och det blev en ny operation för Hammar. Rehabiliteringen denna gång gick fortare och efter endast två träningar kunde han den 24 mars spela hela matchen mot Manchester Citys ungdomslag.

### Stockport County
I februari 2013 gick Hammar till Stockport County, som spelar i engelska femtedivisionen Conference National, på ett ett-månadslån. Det blev totalt sex spelade matcher i klubben.

### Malmö FF
I juni 2013 skrev Hammar på ett kontrakt året ut med sin tidigare klubb Malmö FF, från den 1 juli tillhörde han truppen. Han debuterade för MFF den 25 september 2013 i Skånederbyt mot Helsingborgs IF. Hammar blev inbytt i 91:a minuten mot Pontus Jansson i en match som slutade med en 0–3 bortavinst för Malmö FF på Olympia. I december valde Hammar att förnya sitt utgående kontrakt med tre nya år.

### Örgryte IS
I januari 2016 värvades Hammar av Örgryte IS, där han skrev på ett tvåårskontrakt. Säsongen 2017 blev han lagkapten för Superettan-klubben. Han gjorde över två säsonger 63 matcher och fem mål för Örgryte.

### BK Häcken
Den 14 november 2017 blev Hammar klar för allsvenska BK Häcken. Han gjorde sitt första mål för klubben och i Allsvenskan (fotboll) mot Djurgårdens IF Fotboll. I oktober 2018 förlängde Hammar sitt kontrakt i BK Häcken över säsongen 2021. Den 20 november 2020 förlängde han sitt kontrakt i klubben med fyra år. Hammar spelade 29 ligamatcher under säsongen 2022 och gjorde två mål samt en assist då BK Häcken vann sitt första SM-guld. I september 2023 förlängde Hammar sitt kontraktet i klubben.

## Landslagskarriär
Hammar gjorde sin debut i Sveriges P15/P94-landslag den 24 september 2009 i en 4–0 seger över Norge. Det var den enda matchen som Hammar fick spela i U17-landslaget.
Under 2012 fick Hammar återigen chansen i landslaget, denna gång i Sveriges U19-landslag där han under året spelade nio matcher samt gjorde ett mål. Under 2013 fick Hammar chansen i ytterligare fyra matcher och totalt spelade han 13 matcher för U19-landslaget.

## Karriärstatistik
| Klubb                  | Säsong             | Liga                | Liga    | Liga | Nationell cup | Nationell cup | Internationell cup | Internationell cup | Övrigt  | Övrigt | Totalt  | Totalt |
| Klubb                  | Säsong             | Division            | Matcher | Mål  | Matcher       | Mål           | Matcher            | Mål                | Matcher | Mål    | Matcher | Mål    |
| ---------------------- | ------------------ | ------------------- | ------- | ---- | ------------- | ------------- | ------------------ | ------------------ | ------- | ------ | ------- | ------ |
| Stockport County (lån) | 2012/2013          | Football Conference | 6       | 0    | 0             | 0             | —                  | —                  | —       | —      | 6       | 0      |
| Malmö FF               | 2013               | Allsvenskan         | 1       | 0    | 0             | 0             | 0                  | 0                  | —       | —      | 1       | 0      |
| Malmö FF               | 2014               | Allsvenskan         | 7       | 0    | 2             | 0             | 3                  | 0                  | —       | —      | 12      | 0      |
| Malmö FF               | Totalt             | Totalt              | 8       | 0    | 2             | 0             | 3                  | 0                  | —       | —      | 13      | 0      |
| Fredrikstad FK (lån)   | 2015               | 1. divisjon         | 23      | 1    | 2             | 1             | —                  | —                  | —       | —      | 25      | 2      |
| Örgryte IS             | 2016               | Superettan          | 28      | 1    | 1             | 1             | —                  | —                  | —       | —      | 29      | 2      |
| Örgryte IS             | 2017               | Superettan          | 28      | 3    | 4             | 0             | —                  | —                  | 2       | 0      | 34      | 3      |
| Örgryte IS             | Totalt             | Totalt              | 56      | 4    | 5             | 1             | —                  | —                  | 2       | 0      | 63      | 5      |
| BK Häcken              | 2018               | Allsvenskan         | 15      | 1    | 1             | 0             | 4                  | 0                  | —       | —      | 20      | 1      |
| BK Häcken              | 2019               | Allsvenskan         | 12      | 1    | 3             | 0             | 0                  | 0                  | —       | —      | 15      | 1      |
| BK Häcken              | 2020               | Allsvenskan         | 18      | 2    | 2             | 0             | —                  | —                  | —       | —      | 20      | 2      |
| BK Häcken              | 2021               | Allsvenskan         | 24      | 0    | 6             | 0             | 2                  | 0                  | —       | —      | 32      | 0      |
| BK Häcken              | 2022               | Allsvenskan         | 29      | 2    | 1             | 1             | —                  | —                  | —       | —      | 30      | 3      |
| BK Häcken              | Totalt             | Totalt              | 98      | 6    | 13            | 1             | 6                  | 0                  | —       | —      | 117     | 7      |
| Totalt i karriären     | Totalt i karriären | Totalt i karriären  | 191     | 11   | 22            | 3             | 9                  | 0                  | 2       | 0      | 224     | 14     |

1. ↑  Nedflyttningskvalmatcher mot Mjällby AIF.[26][27]

## Meriter
Malmö FF
- Svensk mästare: 2013, 2014
- Svensk supercupvinnare: 2013, 2014

 BK Häcken
- Svensk mästare: 2022
- Svensk cupvinnare: 2019, 2023, 2025